# Bell’arte Salzburg
Bell’arte Salzburg ist ein Instrumental-Ensemble, das auf die Aufführung Alter Musik spezialisiert ist.
Das Ensemble widmet sich vor allem der Musik aus den deutschen und österreichischen Musikzentren des 17. und 18. Jahrhunderts. Das umfangreiche Kammermusikrepertoire des Ensembles erfordert verschiedene Besetzungen im Trio, Quartett oder Consort. Das Ensemble pflegt die  historische Aufführungspraxis. Künstlerische Leiterin ist die  Geigerin Annegret Siedel. CDs erscheinen bei den Labels edel-kultur, Winter & Winter u. a.